# Ferrari F2004
A Ferrari F2004 egy Formula–1-es versenyautó, amelyet a Scuderia Ferrari versenyeztetett a 2004-es Formula–1 világbajnokságban. Pilótái Michael Schumacher és Rubens Barrichello voltak. Az autót Ross Brawn technikai igazgató vezetésével tervezte a csapat, mely az előd F2003-GA továbbfejlesztett változata volt. Az F2004-gyel a csapat tovább folytatta a sikerszériát: sorozatban hatodszor nyerték meg a konstruktőri bajnoki címet, Schumacher sorozatban ötödször lett világbajnok (ez lett hetedik, egyben utolsó címe), és ez volt a Formula–1 történetének egyik legdominánsabb autója.

## Tervezés
Ugyanazokon az alapokon készült, mint amelyeken az F2002-es is készült, néhány változtatással. A kipufogó kisebb lett és közelebb került a szerkezet középvonalához. A hátsó szárny nagyobb lett, a hátsó felfüggesztést pedig újratervezték, hogy csökkentsék a gumikopást. A szabályok szerint a motor egy hétvégét ki kellett, hogy bírjon változtatás nélkül. Kisebb lett a tengelytáv, áttervezték a sebességváltót is. A rajtsegédletet és az automatikus sebességváltót ugyanis betiltották ebben az évben.

## A szezon
Az F2004 hasonlóan sikeres volt, mint az F2002-es: 18 versenyből 15-öt megnyert, 12 pole pozíciót ért el, és számos körrekordot megdöntött. Michael Schumacher egyedül 13 versenyt nyert meg, amely abszolút rekord volt (és csak Sebastian Vettel tudta ezt megismételni 2013-ban, majd Max Verstappen megdönteni 2022-ben), ahogy a hét világbajnoki cím is (amit csak Lewis Hamilton tudott elérni 2020-ban). Rendkívül megbízható konstrukció volt, mindössze két kiesést ért el egész évben és mindkettő versenybaleset miatt történt. Franciaországban egy merőben szokatlan, négy boxkiállásos taktikával nyerték meg a versenyt.
2005 első két versenyén F2004M néven ismét bevetették, mintegy tesztképpen az új modellre felkészülve. Mindkét versenyen kiesett az egyik pilóta, Barrichello Ausztráliában második lett.
Az F2004 lett az alapja a 2008-as A1 Grand Prix Car nevű autónak.

## Utóélete
A mai napig ez az autó tartja a körrekordot az ausztráliai Albert Parkban, a franciaországi Magny-Cours-ban, az olaszországi Monzában, és a kínai Shanghai International Circuit pályán.
A 2019-es német nagydíjon Michael Schumacher fia, Mick Schumacher vezette az autót, továbbá a 2020-as toszkán nagydíjon is.
Klasszikus autóként bekerült az F1 2017 című játékba is.

## Eredmények
(félkövérrel jelölve a pole pozíció; dőlt betűvel a leggyorsabb kör)
| Év   | Csapat                    | Kasztni | Motor       | Gumik | Pilóták            | 1   | 2   | 3   | 4   | 5   | 6   | 7   | 8   | 9   | 10  | 11  | 12  | 13  | 14  | 15  | 16  | 17  | 18  | 19  | Pontok | Helyezés |
| ---- | ------------------------- | ------- | ----------- | ----- | ------------------ | --- | --- | --- | --- | --- | --- | --- | --- | --- | --- | --- | --- | --- | --- | --- | --- | --- | --- | --- | ------ | -------- |
| 2004 | Scuderia Ferrari Marlboro | F2004   | Ferrari V10 | B     |                    | AUS | MAL | BHR | SMR | ESP | MON | EUR | CAN | USA | FRA | GBR | GER | HUN | BEL | ITA | CHN | JPN | BRA |     | 262    | 1.       |
| 2004 | Scuderia Ferrari Marlboro | F2004   | Ferrari V10 | B     | Michael Schumacher | 1   | 1   | 1   | 1   | 1   | KI  | 1   | 1   | 1   | 1   | 1   | 1   | 1   | 2   | 2   | 12  | 1   | 7   |     | 262    | 1.       |
| 2004 | Scuderia Ferrari Marlboro | F2004   | Ferrari V10 | B     | Rubens Barrichello | 2   | 4   | 2   | 6   | 2   | 3   | 2   | 2   | 2   | 3   | 3   | 12  | 2   | 3   | 1   | 1   | KI  | 3   |     | 262    | 1.       |
| 2005 | Scuderia Ferrari Marlboro | F2004M  | Ferrari V10 | B     |                    | AUS | MAL | BHR | SMR | ESP | MON | EUR | CAN | USA | FRA | GBR | GER | HUN | TUR | ITA | BEL | BRA | JPN | CHN | 100*   | 3.       |
| 2005 | Scuderia Ferrari Marlboro | F2004M  | Ferrari V10 | B     | Michael Schumacher | KI  | 7   |     |     |     |     |     |     |     |     |     |     |     |     |     |     |     |     |     | 100*   | 3.       |
| 2005 | Scuderia Ferrari Marlboro | F2004M  | Ferrari V10 | B     | Rubens Barrichello | 2   | KI  |     |     |     |     |     |     |     |     |     |     |     |     |     |     |     |     |     | 100*   | 3.       |

* ebből 10 pontot gyűjtött az F2004M